# Nederland in 2050
Nederland in 2050 is een televisieprogramma dat door de Evangelische Omroep werd uitgezonden op Zapp, NPO 3.

## Het programma
Het programma werd gepresenteerd door Daniël Poolen en Rachel Rosier, bijgestaan door het testteam van Checkpoint en is zowel op locatie opgenomen als in een decor dat met virtual reality is opgebouwd.
De beide presentatoren tonen hoe Nederland er in de toekomst uit zou kunnen zien. Zo wordt er gekeken naar moderne technieken die in de toekomst mogelijk algemeen gebruikt zullen worden.
Het programma kent een aantal terugkerende onderdelen. In het onderdeel Future Food Lab, proeft voedsel dat in de toekomst mogelijk overal gegeten zal worden. Daniël toont in de rubriek De Tip Van Daniël oplossingen voor (dreigende) problemen omtrent duurzaamheid en milieu. En in de rubriek De Toekomst Van... wordt een animatie getoond over een bepaald onderwerp in de toekomst.

## Afleveringen
| Nr. | Thema                   | Future Food Lab    | De Tip Van Daniël        | De Toekomst Van... | Uitzenddatum    |
| --- | ----------------------- | ------------------ | ------------------------ | ------------------ | --------------- |
| 1   | Robots                  | Drinkbare maaltijd | Uitsterven hamburgers    | School             | 17 oktober 2016 |
| 2   | Vervoer van de toekomst | Insecten           | Uitsterven chocolade     | Huisdieren         | 18 oktober 2016 |
| 3   | Leven op Mars           | Groentepillen      | Vuilnisoverschot/plastic | Mobiele telefoons  | 19 oktober 2016 |
| 4   | 3D-printen              | Kweekvleesijs      | Waterschaarste           | Sport              | 20 oktober 2016 |
| 5   | Medische toekomst       | Magische bessen    | Energie                  | Gamen              | 21 oktober 2016 |

## De TV-Beelden
In 2017 wordt Nederland in 2050 genomineerd bij De TV-Beelden in de categorie voor het beste jeugdprogramma. De andere genomineerden zijn Alleen op de wereld (VPRO) en Welkom in de jaren 60 (NTR). Ze moesten de award uiteindelijk aan laatstgenoemde afstaan.